# Битва у Катлабуха
Битва у озера Кэтлэбуга — сражение, произошедшее 16 ноября 1485 года между войсками молдавского господаря Стефана III Великого и войсками Османской империи.
В 1484 году Влад Кэлугэрул, ставленник Стефана на валашском престоле присоединился к туркам и совместно они захватили молдавские крепости Килию и Белгород. На следующий год турки и валахи вновь совершили набег на Молдавию. В битве при озере Кэтлэбуга молдавская армия одержала над ними победу, однако Стефан не смог восстановить контроль над крепостью Килией.